# Бехтерська волость
Бехтерська волость — історична адміністративно-територіальна одиниця Дніпровського повіту Таврійської губернії.
Станом на 1886 рік складалася з 8 поселень, 8 сільських громад. Населення — 2523 осіб (1220 чоловічої статі та 1283 — жіночої), 399 дворових господарств.
|                     | Площа, десятин | У тому числі орної, дес. |
| ------------------- | -------------- | ------------------------ |
| Сільських громад    | 4039           | 2972                     |
| Приватної власності | 122091         | 11123                    |
| Казенної власності  | 1910           | 500                      |
| Іншої власності     | 150            | 110                      |
| Загалом             | 128190         | 14705                    |

Найбільші поселення волості:
- Бехтери — село за 60 верст від повітового міста, 469 осіб, 76 дворів, молитовний будинок, школа, 3 лавки, паровий млин. За 7 верст — цегельний завод. За 14 верст — теслярська майстерня. За 20 верст — лавка, теслярська майстерня. За 25 верст — костел, столярня, бондарня. За 34 версти — цегельний завод. За 75 верст — маяк.
- Долматове — село, 635 осіб, 90 дворів, 2 лавки.
- Іванівка — село, 129 осіб, 16 дворів, православна церква.
- Круглоозерка (Кларівка) — село, 279 осіб, 45 дворів, молитовний будинок, 2 лавки.
- Новософіївка — село, 590 осіб, 101 двір, лікарня, аптека, лавка.
- Пам'ятне (Чернігівка) — село, 221 особа, 32 двори, лавка.